# Święte Nowaki
Święte Nowaki – wieś w Polsce położona w województwie łódzkim, w powiecie skierniewickim, w gminie Maków. Wraz z sąsiednią wsią Święte Laski współtworzy sołectwo Święte.
W latach 1975–1998 miejscowość administracyjnie należała do województwa skierniewickiego. W latach 1977–1982 w gminie Skierniewice.
W Świętem znajduje się Rezerwat przyrody Uroczysko Bażantarnia.